# 宮崎県道375号学園木花台本郷北方線
宮崎県道375号学園木花台本郷北方線（みやざきけんどう375ごう がくえんきばなだいほんごうきたかたせん）は、宮崎県宮崎市を通る一般県道である。

## 概要
宮崎学園都市の中心部、タウンセンターを起点とし、北側は宮崎県道337号城ヶ崎清武線に接続している。周辺のまなび野や希望ケ丘などの住宅街を貫くような格好になっており、周辺には学校が点在している。
全通すれば、宮崎学園都市から（国道220号宮崎南バイパス経由で）宮崎市街地方面への最短ルートとなるが、現在は清武川の路線が未開通となっており、当該区間が架橋事業中である。このため、農免農道と宮崎県道337号城ヶ崎清武線が代替路線として使用されている。

### 路線データ
- 起点：宮崎市学園木花台西1丁目（学園木花台交差点、宮崎県道368号勢田木崎線交点、宮崎県道376号学園木花台加江田線起点）
- 終点：宮崎市大字本郷北方（宮崎県道337号城ヶ崎清武線交点）

## 歴史
- 1995年（平成7年）3月31日 - 宮崎県告示431号により指定[1]。

## 地理

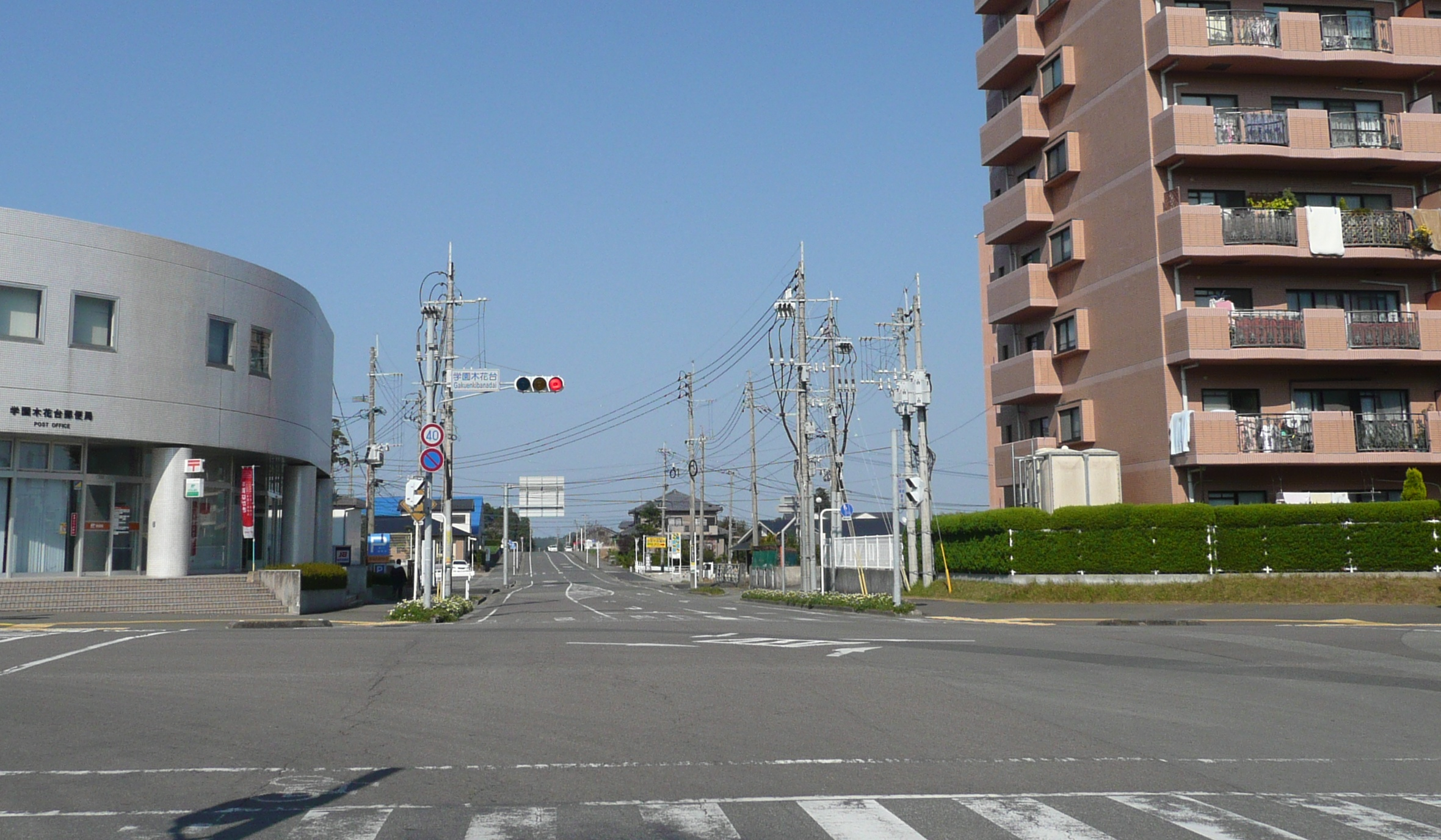
起点（学園木花台交差点）

### 通過する自治体
- 宮崎市

### 交差する道路
| 交差する道路                                            | 交差する場所      | 交差する場所      |
| ------------------------------------------------------- | ----------------- | ----------------- |
| 宮崎県道368号勢田木崎線 宮崎県道376号学園木花台加江田線 | 学園木花台西1丁目 | 学園木花台 / 起点 |
| 宮崎県道338号大久保木崎線                               | 大字熊野          |                   |
| 未供用区間                                              |                   |                   |
| 宮崎県道13号高岡郡司分線                                | 大字郡司分        |                   |
| 国道220号 / 宮崎南バイパス                              | 大字本郷北方      |                   |
| 宮崎県道337号城ヶ崎清武線                               | 大字本郷北方      | 終点              |

### 沿線
- 宮崎大学
- 宮崎第一中学高等学校
- 宮崎県立看護大学
- 宮崎空港